# Xã Green, Quận Platte, Missouri
Xã Green (tiếng Anh: Green Township) là một xã thuộc quận Platte, tiểu bang Missouri, Hoa Kỳ. Năm 2010, dân số của xã này là 2.121 người.